# Malvina Chabauty
Pour les articles homonymes, voir Chabauty.
Malvina Chabauty, née Gaborieau le 28 janvier 1901 à La Ferrière et décédée le 30 novembre 1982 à Pierrefitte, est une artiste-peintre française classée comme peintre naïf.

## Biographie
Elle a vu le jour à la Ferrière près de La Roche-sur-Yon en Vendée. C'est à Pierrefite où son mari est artisan maçon que pendant longtemps, elle pratique la peinture à l'eau, sans pour autant être satisfaite des résultats. Il ne reste rien de la production de cette époque, qu'elle détruit entièrement.
À partir de 1965 elle y consacre l'essentiel de son temps.
Dès 1975 sa production va cesser progressivement, en raison de l'altération de son état de santé.
« J'ai commencé à peindre par besoin d'exprimer ce que je ressentais ».

## Son œuvre
Sous la tutelle d’Élie Grekoff, cartonnier de tapisserie de renom qui l'a découverte et la soutient elle expose à Paris (Galerie du Verseau) en juin 1958.
La presse mentionne aussi une seconde exposition à Roanne du 16 octobre au 5 novembre 1967 (musée Joseph-Déchelette)
Présente au musée du Vieux Château de Laval.